# Lendenlymphknoten

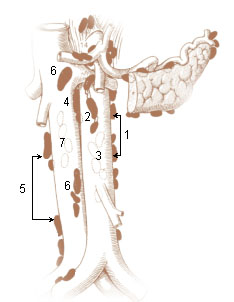
Lendenlymphknoten des Menschen
Linke Lendenlymphknoten (Nodi lymphoidei paraaortici):
- 1. Nll. aortici laterales
- 2. Nll. praeaortici
- 3. Nll. postaortici
4. Mittlere Lendenlymphnoten (Nll. lumbales intermedii)
Rechte Lendenlymphknoten (Nodi lymphoidei paracavales):
- 5. Nll. cavales laterales
- 6. Nll. praecavales
- 7. Nll. postcavales

Die Lendenlymphknoten (Lymphonodi [Lnn.] lumbales oder Nodi lymphoidei [Nll.] lumbales) sind eine Gruppe von Lymphknoten im Retroperitonealraum der Lendengegend an der Aorta.
Beim Menschen unterscheidet man drei Gruppen: Nodi lymphoidei lumbales dextri (rechte Lendenlymphknoten, Syn. Nll. paracavales), Nodi lymphoidei lumbales intermedii (mittlere Lendenlymphknoten) und Nodi lymphoidei lumbales sinistri (linke Lendenlymphknoten, Syn. Nodi lymphoidei paraaortici). Die rechten und linken Lendenlymphknoten empfangen ihre Lymphe aus Nieren, Nebennieren, Harnleiter, Hoden bzw. Eierstock, Eileiter bzw. Samenleiter, dem Fundus der Gebärmutter sowie der Rumpfwand. Die mittleren Lendenlymphknoten liegen zwischen Aorta und Vena cava inferior.
In der Tieranatomie werden die Lendenlymphknoten dem Lymphocentrum lumbale (Lendenlymphzentrum) zugeordnet. Man unterscheidet hier die segmental an den Lendenarterienabgängen (Arteriae lumbales) der Aorta liegenden Lymphonodi lumbales aortici. Die Lymphknotenzuflüsse verhalten sich wie beim Menschen. Bei Huftieren lässt sich einer oder eine Gruppe dieser Lymphknoten direkt der Niere zuordnen, die dann als Nierenlymphknoten (Lymphonodi renales) bezeichnet werden. Bei Stuten können im vorderen Aufhängeband des Eierstocks für dieses Organ spezifische Lymphknoten (Eierstocklymphknoten, Lymphonodi ovarici), beim Eber in der Gefäßfalte der Hodenarterie Hodenlymphknoten (Lymphonodi testiculares) auftreten.
Der Abfluss der Lymphe von den Lendenlymphknoten erfolgt in den Lymphsammelstamm der Lende (Truncus lumbalis).
Erkrankungen des tributären Gebiets (also der Organe, von denen die Lendenlymphknoten ihre Lymphe empfangen) äußern sich im Regelfall in einer Reaktion der Lymphknoten (Lymphadenopathie). Zudem können sich in den Lymphknoten Metastasen von Tumorzellen ansiedeln.